# Cerurina argentata
Cerurina argentata är en fjärilsart som beskrevs av M.Gaede 1934. Cerurina argentata ingår i släktet Cerurina och familjen tandspinnare. Inga underarter finns listade i Catalogue of Life.